# جورج بوليا
جورج بوليا (بالمجرية: Pólya György)‏ هو عالم رياضيات مجري.

## وصلات خارجية
- جورج بوليا على موقع الموسوعة البريطانية (الإنجليزية)

- "Polya Guessing" على فيميو